# Heinrich Paulus
Heinrich Eberardh Gottlob Paulus (Leonberg, 1º settembre 1761 – Heidelberg, 10 agosto 1851) è stato un teologo tedesco.
Docente di lingue orientali a Jena dal 1789, nel 1803 si spostò a Würzburg e nel 1811 a Heidelberg. Nel 1823 fu professore di Ludwig Feuerbach che, proprio dopo aver frequentato le sue lezioni, capì di non essere attratto dalla teologia ma dalla filosofia.
Suppose che i fatti evangelici si spiegavano in modo naturale, senza alcun legame con il soprannaturale: la resurrezione di Gesù avvenne perché Gesù fu posto nella grotta non ancora deceduto e nello stesso modo avvenne la resurrezione di Lazzaro. La teoria  teologica di Paulus, in parte ispirata ai principi etici della filosofia morale di  Immanuel Kant, fu dapprima tenuta in considerazione, poi gradualmente dimenticata.